# کاوشگر چشمه‌های پرانرژی گذار
کاوشگر چشمه‌های پرانرژی گذار (انگلیسی: High Energy Transient Explorer) که به اختصار HETE و همچنین کاوشگر ۷ نیز نامیده می‌شود، ماهواره اخترشناسی آمریکایی بود که با مشارکت‌های بین‌المللی (عمدتاً فرانسه و ژاپن) ساخته شد. هدف اولیه این کاوشگر مطالعه چندطیفی انفجار پرتوی گاما با ابزارهای فرابنفش، پرتو ایکس و پرتو گاما بود که بر روی یک فضاپیما نصب شده بودند. ویژگی یکتای این کاوشگر قابلیت متمرکز کردن انفجار پرتوی گاما با دقت ده دقیقه قوسی در نزدیکی طمان واقعی فضاپیما و انتقال مستقیم آن به شبکه‌ای از گیرنده‌های زمینی موجود در رصدخانه‌هایی است که قادر به پیگیری سریع و دقیق داده‌ها در باندهای رادیویی، فروسرخ و نور مرئی هستند.